# Cierń Duży
Cierń Duży – niewielkie jezioro typu karasiowego położone w zachodniej części Pojezierza Zachodniopomorskiego na Równinie Wełtyńskiej w gminie Gryfino w województwie zachodniopomorskim. 
Powierzchnia 6,6 ha.